# Helictopleurus cribricollis
Helictopleurus cribricollis är en skalbaggsart som beskrevs av Lebis 1960. Helictopleurus cribricollis ingår i släktet Helictopleurus och familjen bladhorningar. Inga underarter finns listade i Catalogue of Life.